# Bãi biển Sầm Sơn
Bãi biển Sầm Sơn là một trong những bãi biển đẹp nhất Việt Nam và luôn là bãi biển đông khách nhất miền Bắc, Việt Nam. Bãi biển thuộc phường Sầm Sơn, tỉnh Thanh Hóa. Bờ biển cách thành phố Thanh Hóa 16 km về phía Đông, cách Hà Nội 164 km tương đương 2,5 giờ đi xe.
Bãi tắm Sầm Sơn được khai thác khá sớm, từ năm 1906 người Pháp vì nhận thấy ở đây hội tụ nhiều ưu điểm thích hợp cho nghỉ dưỡng, từ đó Sầm Sơn đã nhanh chóng trở thành nơi nghỉ mát nổi tiếng cho cả Đông Dương . Năm 2006, Thanh Hóa tổ chức thành công lễ kỷ niệm 100 năm du lịch Sầm Sơn.
Bãi biển dài khoảng 6 km từ cửa Lạch Hới đến chân núi Trường Lệ. Bờ biển ở đây bằng phẳng với các bãi cát rộng,mềm mại đặc biệt là sóng đánh mạnh, đi xa bờ biển 100m cũng không lo ngập thân người và cao vừa đủ, nước biển trong xanh và nồng độ muối vừa phải .Không chỉ có cảnh thiên nhiên đẹp mà ở tại Sầm Sơn còn mọc lên nhiều nơi nghỉ dưỡng tuyệt vời. Với mức giá hợp lí, phù hợp cho các nhóm gia đình, bạn bè, công việc.

## Danh thắng
Từ những thập niên trước đây, đã có nhiều biệt thự nghỉ mát đã được xây cất cạnh bờ biển.Có các khu biệt thự cao cấp của người Pháp và những gia đình người Tây giàu có đã cho xây tại Sầm Sơn để nghĩ dưỡng nhưng bị phá hủy để tiêu thổ kháng chiến trước Cách Mạng Tháng 8 (1945) như Hàng Nhất,... Vua Bảo Đại (ngụy) - vị hoàng đế cuối cùng của triều đại nhà Nguyễn đã cho xây lầu các nghĩ mát ở đây. Có khá nhiều cảnh đẹp như ở hòn Trống Mái, đền Độc Cước, đền Cô Tiên, chùa Khải Nam,...

## Văn hóa
Biển Sầm Sơn nằm trên vùng đất nổi tiếng gắn với nhiều lễ hội dân gian đặc sắc như lễ hội Đền Độc Cước (Cầu Phúc, Bánh chưng-bánh dày), lễ hội An Dương Vương, lễ hội chùa Khải Minh...